# Продольная прокатка
Продо́льная прока́тка — прокатка, при которой деформация обрабатываемого изделия происходит между валками, вращающимися в противоположных направлениях и расположенными в большинстве случаев параллельно один другому.
Силы трения, возникающие между поверхностью валков и прокатываемым металлом, втягивают металл в межвалковое пространство. При этом металл подвергается пластической деформации:
- высота его сечения уменьшается
- длина и ширина увеличиваются